# 坎達武省
坎達武省（發音：[kanˈdaβu]）是太平洋島國斐濟的14個省份之一，由坎達武島、奧諾島和其他島嶼組成，與勞省、洛邁維蒂省和羅圖馬島同屬東部大區管轄。
19°03′S 178°15′E / 19.050°S 178.250°E